# Busso (Name)
Busso ist ein männlicher Vorname, der auch als Familienname vorkommt.

## Herkunft und Bedeutung
Busso ist eine deutsche Kurzform des Vornamens Burkhard.

## Namensträger

### Vorname
- Busso V. von Alvensleben (erwähnt 1393–1432), Herrenmeister des Johanniterordens
- Busso VII. von Alvensleben (erwähnt 1441–1495), kurbrandenburgischer Obermarschall, Landeshauptmann der Altmark
- Busso VIII. von Alvensleben († 1493), Bischof von Havelberg
- Busso X. von Alvensleben (1468–1548), Bischof von Havelberg
- Busso XVI. von Alvensleben (1792–1879), deutscher General und Hofmarschall
- Busso von Alvensleben (Diplomat) (* 1949), deutscher Diplomat
- Busso Bartels (1880–1944), deutscher Verwaltungsjurist und Gutsbesitzer
- Busso von Bismarck (1824–1887), deutscher Richter und Politiker
- Hans-Busso von Busse (1930–2009), deutscher Architekt und Hochschullehrer
- Busso Peus (Numismatiker) (1902–1983), deutscher Münzhändler und Numismatiker, Namensgeber des Auktionshauses Dr. Busso Peus Nachfolger
- Busso Peus (Politiker) (1908–1979), deutscher Jurist und Kommunalpolitiker (CDU), Oberbürgermeister der Stadt Münster
- Busso Thoma (1899–1945), deutscher Kaufmann
- Busso von Wedell (1804–1874), königlich preußischer Finanzbeamter

### Familienname
- Aurelio Busso (auch Bussi, Buso, Busi; ~1510–~1570), italienischer Maler
- Giuseppe Busso (1913–2006), italienischer Automobilingenieur
- Maurizio Busso, italienischer Physiker